# Hubneria apicalis
Hubneria apicalis là một loài ruồi trong họ Tachinidae.